# Апостроф
Апостро́ф (фр. apostrophe от др.-греч. ἀπόστροφος — «обращённый назад») — небуквенный орфографический знак в виде надстрочной запятой (’), штриха или любого другого похожего начертания, который употребляется в буквенном письме разных языков в различном назначении.

## Древнегреческий язык
В древнегреческом языке апострофом может обозначаться элизия, то есть непроизношение краткого конечного гласного перед начальным гласным следующего слова. Такой апостроф не отличается от знака тонкого придыхания (псили), однако, в отличие от последнего, ставится вместо элидированного гласного, а не над буквой. (Апострофом также называется соединение знаков тонкого придыхания и тяжёлого ударения; этот знак употребляется и в церковнославянском.)

## Русский язык
В русском языке апостроф применяется:
- на месте иноязычного апострофа в иностранных именах собственных, чаще всего после начальных элементов д’, О’ и л’ (Жанна д’Арк, О’Коннор, д’Артаньян, Брен-л’Аллё);
- для отделения русских окончаний и суффиксов от начальной части слова, записанной латиницей (c‑moll’ная увертюра, пользоваться E‑mail’ом, перевод A. Préchac’а, выступить с 50 Cent’ом, сыграть с s1mple’ом). Некоторые авторы указывают на неудобство записи сочетания иноалфавитного слова с русским наращением[2], но в новой (2006 года) редакции «Правил русской орфографии и пунктуации»[3] (одобренной Орфографической комиссией РАН, но официально в действие не вступившей) не указывается каких-либо стилистических ограничений.

В русском языке апостроф недавно отнесён в новую категорию знаков письменности — «небуквенные орфографические знаки» (туда же входят дефис, косая черта и знак ударения).
В старинной кириллической письменности на месте обязательного твёрдого знака (ера) в конце слова, заканчивавшегося согласной буквой, часто писался паерок — знак, напоминавший апостроф.
В 1920—1930-е годы (в газетах — до 1950-х годов) в русской орфографии (в пределах Советской России и СССР) апостроф очень часто применялся также вместо буквы «Ъ» («об’явление» вместо «объявление»). Периодически такое употребление встречалось (хотя уже вне книг и прессы) и позже, на протяжении всего XX века. Использование апострофа было следствием распространённой в первые годы советской власти практики полного изъятия из типографского набора буквы «Ъ», а также тем, что в некоторых дешёвых моделях пишущих машин буква «Ъ» вообще отсутствовала (её, апостроф и все виды кавычек заменял единственный знак «"»). Сделанные в 1920-е годы рельефные надписи с апострофом «Под‘езд 1, Под‘езд 2…» в наше время можно видеть над подъездами московского Политехнического музея[значимость факта?].

## Украинский и белорусский языки
Использование апострофа в качестве разделительного знака нормативно в украинском и белорусском языках (в алфавитах этих языков нет буквы «ъ»).

## Другие языки, транскрипционные системы
В зависимости от языка и выполняемой роли, апостроф может причисляться к знакам препинания, диакритическим знакам и иным категориям (даже к буквам). Некоторые применения апострофа:
1. Во многих языках обозначает пропуск гласных:
  - фр. l’homme вместо невозможного le homme;
  - англ. I’m вместо полного варианта I am;
  - осет. ме ’фсымӕр вместо полного варианта мӕ ӕфсымӕр;
  - серб. "Онамо, ’намо" вместо "Онамо, онамо" (в старом гимне[серб.] Черногории) и т. д.;
  - валл. dw i’n hoffi вместо полного варианта dw i yn hoffi;
  - санскр. ’йам вместо айам (эта).
2. В английском может использоваться при передаче на письме опущения в разговорной речи не только гласных, но и согласных или даже последовательностей звуков «согласный + гласный»: Give ’em a try вместо Give them a try «Дай им шанс», he’ll quit Britain вместо he will… «Он уедет из Британии», She would’ve said или she’d have said вместо she would have said «Ей стоило бы сказать». Интересен особый случай использования апострофа в словах, оканчивающихся на -ing, где он указывает, что последний звук должен читаться как [n], а не как [ŋ]: I spent most o’ the day replacin’ the broken bit… вместо replacing.
3. В английском также является орфографическим выражением притяжательного падежа (для отличия от сходных форм множественного числа): cats «кошки», cat’s «кошачий; принадлежащий кошке», cats’ «кошачий; принадлежащий кошкам».
4. В английском используется для указания места ударения в транскрипции слов
5. В предложенном профессором Айдером Меметовым варианте крымскотатарской орфографии на латинице апостроф используется в роли мягкого знака (например: бугунь — bugun', кочьмек — koç'mek)[7].
6. В азербайджанском языке до 2004 года апостроф использовался в двух целях: 1. в положении после гласного и перед согласным удлинял гласный звук. 2. в словах, перешедших из арабского языка, в положении после согласного и до гласного разделял эти звуки для более чёткого произношения. Отменён в 2004 году.
7. В немецком языке является орфографическим выражением родительного падежа (для отличия от именительного) у слов, оканчивающихся звуком [s]: Marx «Маркс» — Marx’ «Маркса, принадлежащий Марксу». Также может использоваться для указания на «проглатываемый» звук при передаче устной речи, например при записи песен.
8. В нидерландском языке иногда используется сокращение 't, обозначающее артикль het. Множественное число существительных, оканчивающихся на гласные, образуется добавлением 's к слову в единственном числе (хотя из этого правила есть исключения): opa’s (opa — дедушка), baby’s (baby — ребёнок), auto’s (auto — машина). Притяжательный падеж существительных образуется также добавлением 's.
9. В македонском языке обозначает нейтральный гласный звук в диалектных вариантах некоторых слов (например: с’клет, к’смет вместо стандартных вариантов саклет, касмет), либо указывает на слогообразующее [р] в начале слова (’рѓа, ’рж, ’рбиново).
10. В языке эсперанто апостроф используется для обозначения элизии конечной гласной существительных в именительном падеже единственного числа, а также для «сокращения» артикля «la» (например, «l' kor'» вместо «la koro»)[8].
11. В транскрипции передаёт гортанную смычку (в семитских и других языках), в этой же роли используется в орфографии ненецкого языка (и при этом даже считается буквой).
12. В вепсской письменности обозначает смягчение предыдущей согласной; в фонетической транскрипции славянских и некоторых других языков обозначает смягчение согласных (и фактически является при этом диакритическим знаком); в чешской и словацкой письменности знак в форме почти прилипшего к букве апострофа является графическим вариантом знака «гачек» (надбуквенной птички «ˇ») и входит в состав «высоких» букв для мягких согласных, наподобие Ľ и ď.
13. В некоторых системах латинской практической транскрипции и транслитерации кириллицы апостроф (либо такой же прямой штрих, как в обозначении угловых минут) представляет мягкий знак (а твёрдый знак обозначается двумя апострофами либо двумя штрихами).

С апострофом по начертанию совпадает используемый в некоторых языках (например, в английском) знак препинания «закрывающая одиночная кавычка».

## Вычислительная техника
- В языке программирования Бейсик обозначает начало комментария до конца строки.
- В Паскале, Python, Perl, Си, C++, Фортране и множестве других языков — применяется для записи строковых и символьных литералов (в Си, C++ — только символьных).
- В C++ начиная со стандарта C++14 апостроф используется для визуального разделения частей целочисленного литерала, например: 123’456’789u.
- В большинстве диалектов LISP используется как компактная замена оператора QUOTE.
- В Verilog и потомках используется как отделитель префикса системы счисления для литералов, например: 4b’1101.
- В вики-разметке количеством апострофов, окаймляющих текст, можно регулировать вид текста: ''курсив'', '''полужирный''', '''''полужирный курсив'''''.

Во всех этих случаях применяется только знак U+0027, присутствующий в ASCII.
В макропроцессоре m4 пара символов `' (U+0060 U+0027) обрамляет, по умолчанию, параметр функции. Аналогичный синтаксис используется как дополнительные кавычки в

## Другие обозначения
Апостроф иногда ставится перед сокращённой записью года двумя цифрами (например, 2025 год обозначают '25), как правило используется на календарях и в названиях различных ежегодных мероприятий.

## Коды апострофа и похожих на него символов

### Типографский апостроф
Юникод содержит несколько кодов для символов с одинаковым начертанием, типографски адекватно представляющих апостроф:
- (’) собственно апостроф (как знак препинания), английская одиночная правая кавычка, кавычка-запятая («right single quotation mark», «single comma quotation mark»), имеет код U+2019 (&#8217; или &rsquo;); как знак препинания, разделяет стоящие по разные от него стороны части на два слова.
- (ʼ) «modifier letter apostrophe» (модификатор буквы апостроф), код U+02BC; используется в качестве небуквенного орфографического знака, то есть является частью слова и не разделяет его на два слова.
- U+055A ՚ armenian apostrophe — апостроф в армянском письме

В различных 8-битовых кодировках эти символы занимают различные кодовые позиции, а часто вообще отсутствуют. В последнем случае апостроф (и одиночные кавычки) приходится заменять суррогатными обозначениями.

### Машинописный апостроф
В пишущих машинках апостроф, как и некоторые другие символы, мог использоваться как суррогат других знаков — ударения, кавычки, а иногда — как верхняя часть восклицательного знака. Из-за этого в них знак апострофа упрощался до прямой черты. Тот же подход был принят при разработке таблицы ASCII, откуда данный знак перекочевал в юникод, а также стал использоваться в языках программиросания.
- (') вертикальный «машинописный апостроф» — под названием «apostrophe» (апостроф), или «apostrophe-quote» (кавычка-апостроф), или «single quote» (одиночная кавычка) с кодом &#39; (шестнадцатеричный U+0027), совпадающий с кодировкой ASCII;
- U+FF07 ＇ fullwidth apostrophe — полноширинный прямой апостроф;

### Знаки близкой формы
- (′) штрих, используемый в научно-технических обозначениях (производные, угловые секунды, футы и др.), код U+2032 ′ prime (&#8242; или &prime;) и U+02B9 ʹ modifier letter prime;
- (‘) одиночная английская левая кавычка, код U+2018 (&#8216; или &lsquo;);
- U+0374 ʹ greek numeral sign — знак в греческой системе счисления;
- некоторые надстрочные диакритические знаки:
  - знаки ударения, острого ю́ (U+00B4 ´ acute accent, U+0301 ́ combining acute accent) и тяжелого ю̀ (U+0300);
  - знаки придыхания, тонкого ἀ (U+0313) и густого α (U+0314);
  - при буквах с вертикальной верхней частью (d, t, l, L) как апостроф выглядит птичка-гачек: ľ (U+030C).